# هواوي بي 10
هاتف هواوي بي 10 (Huawei P10) هو هاتف أندرويد ذكي فائق أنتجته شركة هواوي. أعلن عنه في فبراير 2017. وهو الخليف لهاتف هواوي بي 9 (Huawei P9). يأتي هاتف هواوي بي 10 (Huawei P10) بشاشة 5.1 انش بدقة FHD بينما يأتي بي 10 بلس (Huawei P10 plus)بشاشة 5.5 انش ودقة QHD

## المواصفات

### التصميم
تم الإعلان عنهما في مؤتمر الجوالات العالمي 2017، يأتي هاتف هواوي بي 10 وبي 10 بلس يأتي بتصميم معدني متين مع جودة صنع رائعة. وتم إعادة تعيين مكان البصمة في سلسلة هواتف هواوي بي 10 إلى الأمام، حيث يمكن استخدامه بدلاً من أزرار التحكم على الشاشة.

### الشاشة
قامت هواوي بوضع شاشة LCD بدقة FULL HD في هاتف P10 وشاشة بدقة QHD في هاتف P10 plus. وسطوع الشاشة عالي جداً مما يسهل من الرؤية تحت أشعة الشمس المباشرة.

### الشبكة
معايير الشبكة: دعم الهاتف\ يونكوم\ الاتصالات الجيل الرابع + \ الجيل الرابع\ الجيل الثالث\ الجيل الثاني.

### الكاميرا
يأتي هواوي بي 10 كاميرتين خلفيتين، الأولى 12 ميجا بكسل والثانية 20 ميجا بكسل (أبيض وأسود). بالإضافة لكاميرا أمامية 8 ميجا بكسل.